# آتنویل (ویرجینیای غربی)
آتنویل (به انگلیسی: Atenville) یک منطقهٔ مسکونی در ایالات متحده آمریکا است که در شهرستان لینکلن، ویرجینیای غربی واقع شده‌است. آتنویل ۱۸۸٫۰۶ متر بالاتر از سطح دریا واقع شده‌است.